# Charles-Henri Sanson
Charles-Henri Sanson, född den 15 februari 1739 i Paris, död där den 4 juli 1806, var en fransk bödel. 
Sanson fick 1778 den i hans familj sedan 1688 ärftliga befattningen som exécuteur des hautes oeuvres de Paris. Han avrättade bland andra Ludvig XVI och beklädde sysslan till 1795, då den överläts åt hans son Henri. Sanson är bekant genom memoarer, som falskeligen utgivits i hans namn (1829 av Lhéritier de l'Ain, 1830 av A. Grégoire, pseudonym för V. Lombard, 1862-63 av M. d'Olbreuze). De få fullt pålitliga fakta, som utgör sanningskärnan i de många romantiska berättelserna om Sanson, sammanställdes av Georges Lenôtre i La guillotine pendant la revolution (1893).